# Hamza El Amine
Hamza El Amine (arabisch حمزة الأمين, DMG Ḥamza al-Amīn; * 12. April 2004) ist ein marokkanischer Tennisspieler.

## Karriere
Bis Mitte 2022 spielte El Amine auf der ITF Junior Tour. In der Jugend-Rangliste erreichte er mit Rang 134 seine höchste Notierung.
Bei den Profis spielte er 2022 auf der ITF Future Tour seine zwei ersten Turniere, wo er im Einzel und Doppel je ein Match gewinnen und sich in der Tennisweltrangliste platzieren konnte. Im April 2023 erhielt er für das Turnier der ATP Tour in Marrakesch eine Wildcard für die Doppelkonkurrenz. Mit Younes Lalami verlor er gegen eine weitere marokkanische Paarung aus Elliot Benchetrit und Adam Moundir glatt in zwei Sätzen.